# Heidesee (Coesfeld)
Der Heidesee ist ein 5,2 ha großes Naturschutzgebiet südöstlich von Coesfeld in Nordrhein-Westfalen. Mittelpunkt des Areals ist ein flacher Heideweiher gleichen Namens, der von Bruchwald und offener Heidelandschaft umgeben ist. Der Ursprung des Gewässers geht auf die letzte Eiszeit zurück. Es wird vermutet, dass es sich bei der Senke des Heidesees um eine ausgeblasene Flugsanddecke handelt.
Der Heidesee liegt inmitten der Coesfelder Heide, einem sandigen Waldgebiet, das sich von der Wohnsiedlung Goxel im Nordosten über die Kuppen des Monen- und Hünsbergs bis an die Heubachniederung im Bereich der Kreisgrenze Coesfeld / Borken erstreckt. Die Coesfelder Heide ist als Naherholungsgebiet bei Spaziergängern, Joggern und Mountainbikern sehr beliebt und durch viele Wege erschlossen. Die offenen Flächen rings um den Heidesee werden von Heidschnucken beweidet. Das ganze Naturschutzgebiet ist eingezäunt und soll nicht betreten werden. Ein etwa 1 km langer Wanderweg führt jedoch um das Gelände und bietet informative Einblicke. Am Hauptzugang auf der Coesfelder Seite befindet sich eine Hinweistafel mit den wichtigsten Informationen.

## Flora

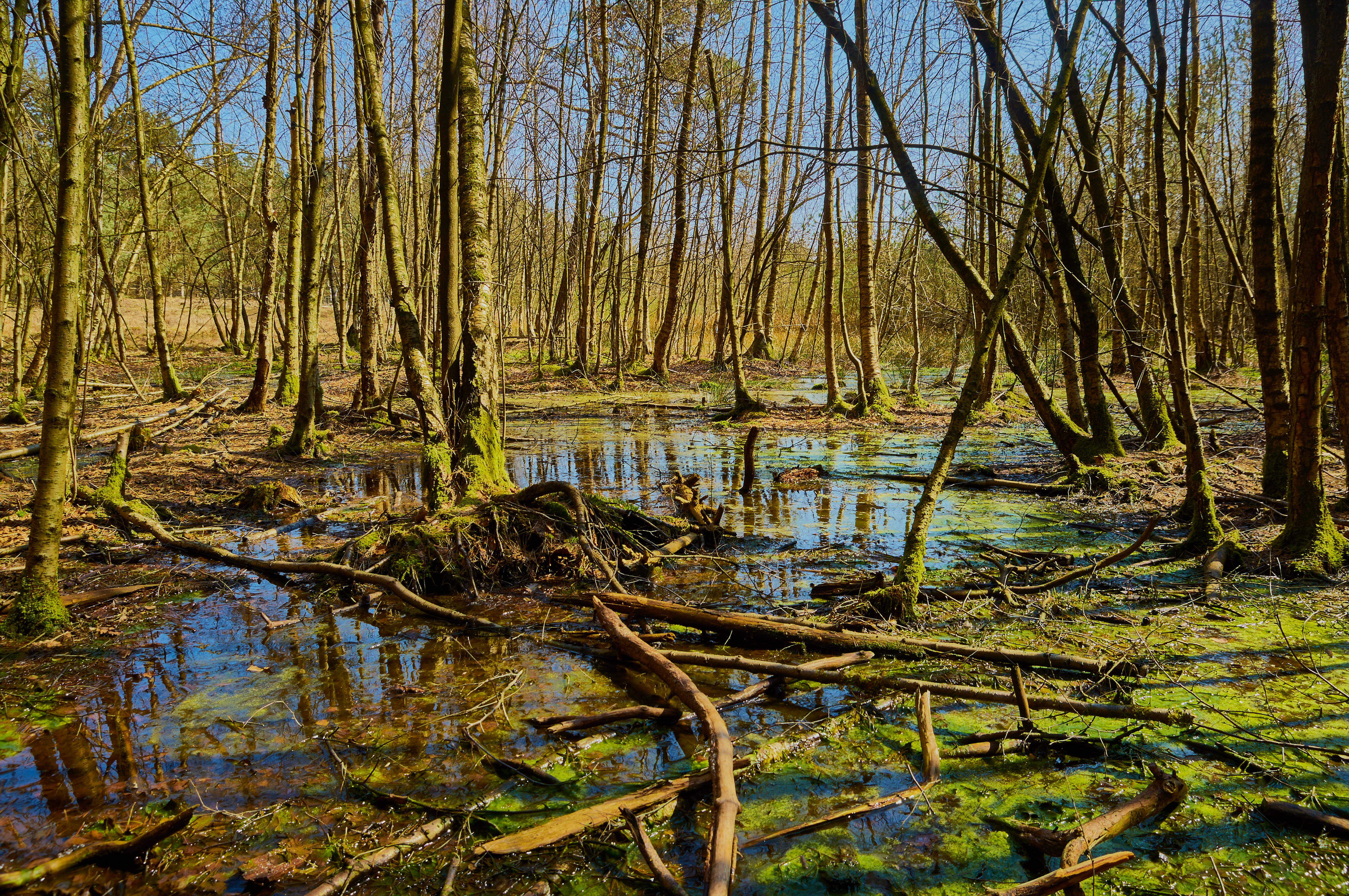
Bruchwald am Heidesee

Die offene Landschaft rund um den Weiher stellt nur noch einem kärglichen Rest der ab der zweiten Hälfte des 19. Jahrhunderts zunehmend verbuschten Coesfelder Heide dar. Als typische Heidevegetation sind Glockenheide, Besenheide und Sandmagerrasen anzutreffen. Auch die Frühe Haferschmiele ist auf dem sandigen Boden heimisch. Auf der offenen Fläche stehen einige mit Verbissschutz versehene Wacholderbüsche. An den Randbereichen des Sees haben sich mit Scheiden-Wollgras, Moosbeere, Torfmoosen und Rundblättrigem Sonnentau typische Moorpflanzen angesiedelt.

## Fauna

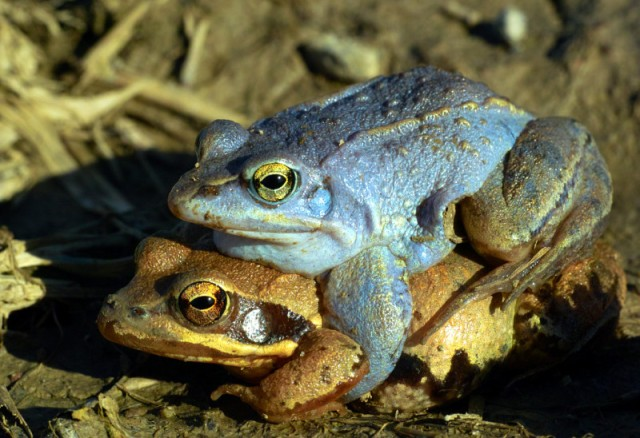
Moorfrösche bei der Paarung

Der Heidesee ist ein bekanntes Laichgewässer des vom Aussterben bedrohten Moorfroschs. Rund um den See sind viele Insektenarten, darunter Heuschrecken, Libellen und Solitärbienen, heimisch. Die Torf-Mosaikjungfer ist eine häufig anzutreffende Großlibelle. Eingegraben in ihren Trichter stellen Ameisenlöwen, die sich zu Ameisenjungfern entwickeln, ihrer Beute nach. Auch Waldeidechse und Sandlaufkäfer bietet das Naturschutzgebiet eine Heimat.